# Zwemmen op de Olympische Zomerspelen 1960
Zwemmen is een van de sporten die beoefend werden tijdens de Olympische Zomerspelen 1960 in Rome.

## Heren

### 100 m vrije slag
| rang   | sporter           | land | tijd    |
| ------ | ----------------- | ---- | ------- |
| Goud   | John Devitt       | AUS  | OR 55.2 |
| Zilver | Lance Larson      | USA  | OR 55.2 |
| Brons  | Manuel dos Santos | BRA  | 55.4    |
| 4      | Bruce Hunter      | USA  | 55.6    |
| 5      | Gyula Dobai       | HUN  | 56.3    |
| 6      | Dick Pound        | CAN  | 56.3    |
| 7      | Aubrey Burer      | RSA  | 56.3    |
| 8      | Per-Ola Lindberg  | SWE  | 57.7    |

### 400 m vrije slag
| rang   | sporter           | land | tijd      |
| ------ | ----------------- | ---- | --------- |
| Goud   | Murray Rose       | AUS  | OR 4:18.3 |
| Zilver | Tsuyoshi Yamanaka | JPN  | 4:21.4    |
| Brons  | John Konrads      | AUS  | 4:21.8    |
| 4      | Ian Black         | GBR  | 4:21.8    |
| 5      | Alan Somers       | USA  | 4:22.0    |
| 6      | Murray McLachlan  | RSA  | 4:26.3    |
| 7      | Eugene Lenz       | USA  | 4:26.8    |
| 8      | Makoto Fukui      | JPN  | 4:29.6    |

### 1500 m vrije slag
| rang   | sporter           | land | tijd       |
| ------ | ----------------- | ---- | ---------- |
| Goud   | John Konrads      | AUS  | OR 17:19.6 |
| Zilver | Murray Rose       | AUS  | 17:21.7    |
| Brons  | George Breen      | USA  | 17:30.6    |
| 4      | Tsuyoshi Yamanaka | JPN  | 17:34.7    |
| 5      | József Katona     | HUN  | 17:43.7    |
| 6      | Murray McLachlan  | RSA  | 17:44.9    |
| 7      | Alan Somers       | USA  | 18:02.8    |
| 8      | Richard Campion   | GBR  | 18:22.7    |

### 100 m rugslag
| rang   | sporter           | land | tijd      |
| ------ | ----------------- | ---- | --------- |
| Goud   | David Theile      | AUS  | OR 1:01.9 |
| Zilver | Frank McKinney    | USA  | 1:02.1    |
| Brons  | Robert Bennett    | USA  | 1:02.3    |
| 4      | Robert Christophe | FRA  | 1:03.2    |
| 5      | Leonid Barbier    | URS  | 1:03.5    |
| 6      | Wolfgang Wagner   | EUA  | 1:03.5    |
| 7      | John Monckton     | AUS  | 1:04.1    |
| 8      | Veiko Siimar      | URS  | 1:04.6    |

### 200 m schoolslag
| rang   | sporter             | land | tijd   |
| ------ | ------------------- | ---- | ------ |
| Goud   | Bill Mulliken       | USA  | 2:37.4 |
| Zilver | Yoshihiko Osaki     | JPN  | 2:38.0 |
| Brons  | Wieger Mensonides   | NED  | 2:39.7 |
| 4      | Egon Henninger      | EUA  | 2:40.1 |
| 5      | Roberto Lazzari     | ITA  | 2:40.1 |
| 6      | Terry Gathercole    | AUS  | 2:40.2 |
| 7      | Andrzej Kłopotowski | POL  | 2:41.2 |
| 8      | Paul Hait           | USA  | 2:41.4 |

William Mulliken zwom een OR in de halve finales, tijd 2:37.2 min, oude schoolslag records waren niet meer geldig vanwege gewijzigde regels in 1957.

### 200 m vlinderslag
| rang   | sporter             | land | tijd      |
| ------ | ------------------- | ---- | --------- |
| Goud   | Mike Troy           | USA  | WR 2:12.8 |
| Zilver | Neville Hayes       | AUS  | 2:14.6    |
| Brons  | David Gillanders    | USA  | 2:15.3    |
| 4      | Federico Dennerlein | ITA  | 2:16.0    |
| 5      | Haruo Yoshimuta     | JPN  | 2:18.3    |
| 6      | Kevin Berry         | AUS  | 2:18.5    |
| 7      | Valentin Koezmin    | URS  | 2:18.9    |
| 8      | Kenzo Izutsu        | JPN  | 2:19.4    |

### 4×200 m vrije slag
| rang   | sporters                                                                                    | land | tijd      |
| ------ | ------------------------------------------------------------------------------------------- | ---- | --------- |
| Goud   | George Harrison Dick Blick Mike Troy Jeff Farrell William Darnton Frank Winters Steve Clark | USA  | WR 8:10.2 |
| Zilver | Makoto Fukui Hiroshi Ishii Tsuyoshi Yamanaka Tatsuo Fujimoto                                | JPN  | 8:13.2    |
| Brons  | David Dickson John Devitt Murray Rose John Konrads John Rigby Allan Wood                    | AUS  | 8:13.8    |
| 4      | Hamilton Milton John Martin-Dye Richard Campion Ian Black                                   | GBR  | 8:28.1    |
| 5      | Ilkka Suvanto Karl Haavisto Stig-Olof Grenner Harri Käyhkö                                  | FIN  | 8:29.7    |
| 6      | Sven-Göran Johansson Lars-Erik Bengtsson Bengt Nordvall Per-Ola Lindberg Bengt-Olov Almsted | SWE  | 8:31.0    |
| 7      | Frank Wiegand Gerhard Hetz Hans Zierold Hans-Joachim Klein                                  | EUA  | 8:31.8    |
| 8      | Igor Loezjkovski Gennadi Nikolajev Vitali Sorokin Boris Nikitin Sergej Tovstoplet           | URS  | 8:32.2    |

### 4×100 m wisselslag

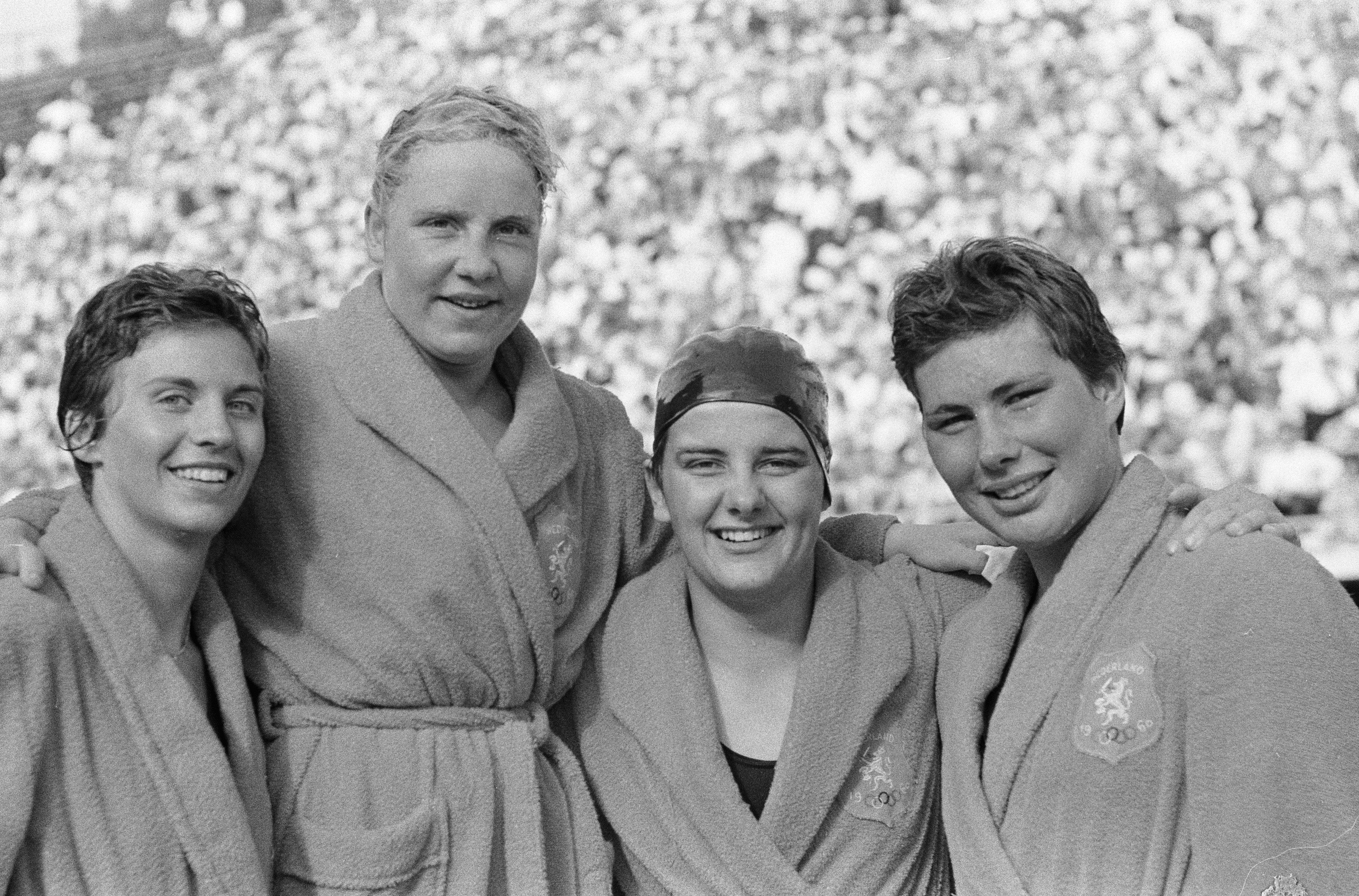
De Nederlandse dames zwemmen in de series een tijd van 4.47,4. Dat is een olympisch record op de 4×100 meter wisselslag. Van links naar rechts: Ria van Velsen, Tineke Lagerberg, Erica Terpstra en Ada den Haan.

| rang   | sporters                                                                                               | land | tijd      |
| ------ | --- | ---- | --------- |
| Goud   | Frank McKinney Paul Hait Lance Larson Jeff Farrell Robert Bennett David Gillanders Steve Clark         | USA  | WR 4:05.4 |
| Zilver | David Theile Terry Gathercole Neville Hayes Geoffrey Shipton Julian Carroll William Burton Kevin Berry | AUS  | 4:12.0    |
| Brons  | Kazuo Tomita Koichi Hirakida Yoshihiko Osaki Keigo Shimizu Kazuo Watanabe Katsuki Ishihara             | JPN  | 4:12.2    |
| 4      | Robert Wheaton Steve Rabinovitch Cameron Grout Dick Pound                                              | CAN  | 4:16.8    |
| 5      | Leonid Barbier Leonid Kolesnikov Grigori Kisseljov Igor Loezjkovski                                    | URS  | 4:16.8    |
| 6      | Giuseppe Avellone Roberto Lazzari Federico Dennerlein Bruno Bianchi                                    | ITA  | 4:17.2    |
| 7      | Graham Sykes Christopher Walkden Ian Black Stanley Clarke                                              | GBR  | 4:17.6    |
| 8      | Jan Jiskoot Wieger Mensonides Gerrit Korteweg Ron Kroon                                                | NED  | 4:18.2    |

## Dames

### 100 m vrije slag
| rang   | sporter                         | land | tijd      |
| ------ | ------------------------------- | ---- | --------- |
| Goud   | Dawn Fraser                     | AUS  | OR 1:01.2 |
| Zilver | Chris von Saltza                | USA  | 1:02.8    |
| Brons  | Natalie Steward                 | GBR  | 1:03.1    |
| 4      | Carolyn Wood                    | USA  | 1:03.4    |
| 5      | Csilla Madarász                 | HUN  | 1:03.6    |
| 6      | Erica Terpstra                  | NED  | 1:04.3    |
| 7      | Cocky van Engelsdorp-Gastelaars | NED  | 1:04.7    |
| 8      | Mary Stewart                    | CAN  | 1:05.5    |

### 400 m vrije slag
| rang   | sporter          | land | tijd      |
| ------ | ---------------- | ---- | --------- |
| Goud   | Chris von Saltza | USA  | OR 4:50.6 |
| Zilver | Jane Cederqvist  | SWE  | 4:53.9    |
| Brons  | Tineke Lagerberg | NED  | 4:56.9    |
| 4      | Ilsa Konrads     | AUS  | 4:57.9    |
| 5      | Dawn Fraser      | AUS  | 4:58.5    |
| 6      | Nancy Rae        | GBR  | 4:59.7    |
| 7      | Corrie Schimmel  | NED  | 5:02.3    |
| 8      | Bibbi Segerström | SWE  | 5:02.4    |

### 100 m rugslag
| rang   | sporter         | land | tijd      |
| ------ | --------------- | ---- | --------- |
| Goud   | Lynn Burke      | USA  | OR 1:09.3 |
| Zilver | Natalie Steward | GBR  | 1:10.8    |
| Brons  | Satoko Tanaka   | JPN  | 1:11.4    |
| 4      | Laura Ranwell   | RSA  | 1:11.4    |
| 5      | Rosy Piacentini | FRA  | 1:11.4    |
| 6      | Sylvia Lewis    | GBR  | 1:11.8    |
| 7      | Ria van Velsen  | NED  | 1:12.1    |
| 8      | Nadine Delache  | FRA  | 1:12.4    |

### 200 m schoolslag
| rang   | sporter           | land | tijd      |
| ------ | ----------------- | ---- | --------- |
| Goud   | Anita Lonsbrough  | GBR  | WR 2:49.5 |
| Zilver | Wiltrud Urselmann | EUA  | 2:50.0    |
| Brons  | Barbara Göbel     | EUA  | 2:53.6    |
| 4      | Ada den Haan      | NED  | 2:54.4    |
| 5      | Gretta Kok        | NED  | 2:54.6    |
| 6      | Anne Warner       | USA  | 2:55.4    |
| 7      | Patty Kempner     | USA  | 2:55.5    |
| 8      | Dorrit Kristensen | DEN  | 2:55.7    |

### 100 m vlinderslag
| rang   | sporter              | land | tijd      |
| ------ | -------------------- | ---- | --------- |
| Goud   | Carolyn Schuler      | USA  | OR 1:09.5 |
| Zilver | Marianne Heemskerk   | NED  | 1:10.4    |
| Brons  | Jan Andrew           | AUS  | 1:12.2    |
| 4      | Sheila Watt          | GBR  | 1:13.3    |
| 5      | Atie Voorbij         | NED  | 1:13.3    |
| 6      | Zinaida Belovetskaja | URS  | 1:13.3    |
| 7      | Kristina Larsson     | SWE  | 1:13.6    |
| —      | Carolyn Wood         | USA  | DNF       |

### 4×100 m vrije slag
| rang   | sporters | land | tijd      |
| ------ | --- | ---- | --------- |
| Goud   | Joan Spillane Shirley Stobs Carolyn Wood Chris von Saltza Donna de Varona Susan Doerr Sylvia Ruuska Molly Botkin | USA  | WR 4:08.9 |
| Zilver | Dawn Fraser Ilsa Konrads Lorraine Crapp Alva Colquhoun Sandra Morgan Ruth Everuss                                | AUS  | 4:11.3    |
| Brons  | Christel Steffin Heidi Pechstein Gisela Weiss Ursula Brunner                                                     | EUA  | 4:19.7    |
| 4      | Anna Temesvári Mária Frank Katalin Boros Csilla Madarász                                                         | HUN  | 4:21.2    |
| 5      | Natalie Steward Beryl Noakes Judy Samuel Christine Harris                                                        | GBR  | 4:24.6    |
| 6      | Inger Thorngren Karin Larsson Kristina Larsson Bibbi Segerström                                                  | SWE  | 4:25.1    |
| 7      | Paola Saini Annamaria Cecchi Rosanna Contardo Maria Cristina Pacifici Daniela Beneck                             | ITA  | 4:26.8    |
| 8      | Irina Ljakhovskaja Ulvi Voog Galina Sosnova Marina Sjamal                                                        | URS  | 4:29.0    |

### 4×100 m wisselslag
| rang   | sporters                                                                                         | land | tijd      |
| ------ | ------------------------------------------------------------------------------------------------ | ---- | --------- |
| Goud   | Lynn Burke Patty Kempner Carolyn Schuler Chris von Saltza Anne Warner Carolyn Wood Joan Spillane | USA  | WR 4:41.1 |
| Zilver | Marilyn Wilson Rosemary Lassig Jan Andrew Dawn Fraser Gerganyia Beckitt Ilsa Konrads             | AUS  | 4:45.9    |
| Brons  | Ingrid Schmidt Ursula Küper Bärbel Fuhrmann Ursula Brunner                                       | EUA  | 4:47.6    |
| 4      | Maria Martina van Velsen Ada den Haan Marianne Heemskerk Erica Terpstra Tineke Lagerberg         | NED  | 4:47.6    |
| 5      | Sylvia Lewis Anita Lonsbrough Sheila Watt Natalie Steward Jean Oldroyd                           | GBR  | 4:47.6    |
| 6      | Magda Dávid Klára Bartos-Killermann Márta Egerváry Csilla Madarász                               | HUN  | 4:53.7    |
| 7      | Satoko Tanaka Yoshiko Takamatsu Shizue Miyabe Yoshiko Sato                                       | JPN  | 4:56.4    |
| 8      | Larissa Viktorova Ljoedmila Korobova Zinaida Belovetskaja Marina Sjamal Valentina Poznjak        | URS  | 4:58.1    |

## Medaillespiegel
| rang   | land               | goud | zilver | brons | totaal |
| ------ | ------------------ | ---- | ------ | ----- | ------ |
| 1      | Verenigde Staten   | 9    | 3      | 3     | 15     |
| 2      | Australië          | 5    | 5      | 3     | 13     |
| 3      | Groot-Brittannië   | 1    | 1      | 1     | 3      |
| 4      | Japan              | 0    | 3      | 2     | 5      |
| 5      | Duits eenheidsteam | 0    | 1      | 3     | 4      |
| 6      | Nederland          | 0    | 1      | 2     | 3      |
| 7      | Zweden             | 0    | 1      | 0     | 1      |
| 8      | Brazilië           | 0    | 0      | 1     | 1      |
| totaal | totaal             | 15   | 15     | 15    | 45     |